# چهلمین جوایز برگزیده مردم
چهلمین دوره جوایز انتخاب مردم، با تقدیر از بهترین‌ها در فرهنگ عامه برای سال ۲۰۱۳، در ۸ ژانویه ۲۰۱۴، در تئاتر نوکیا در لس آنجلس، کالیفرنیا برگزار شد و در ساعت ۹:۰۰ بعد از ظهر به‌طور مستقیم از سی‌بی‌اس پخش شد. این مراسم به میزبانی بث برس و کت دنینگز دنیس برگزار شد. نامزدها در ۵ نوامبر ۲۰۱۳ اعلام شدند.
ساندرا بولاک با کسب بیشترین جوایز و چهار نامزد از پنج نامزد خود، از جمله بازیگر نقش اول زن فیلم، بر چهلمین دوره جوایز انتخاب مردم سلطه داشت.